# Pas du Roi
Pas du Roi (en espagnol Paso del Rey) est une ville située dans la zone ouest de Gran Buenos Aires, qui fait partie du Moreno, Buenos Aires, Argentine.

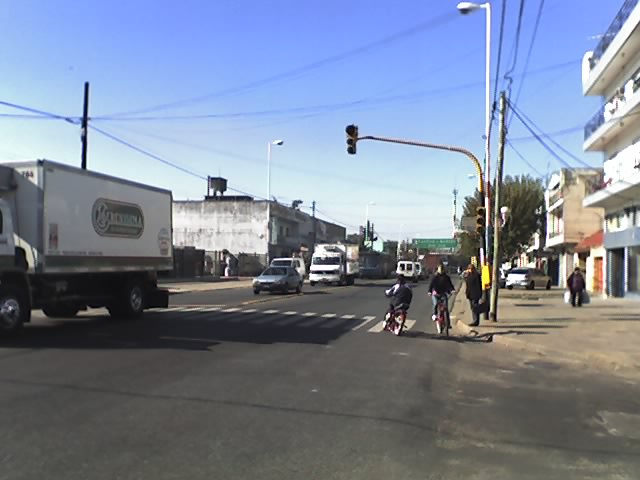
Rue de Paso del Rey